# Geoscience Society of New Zealand
Die Geoscience Society of New Zealand ist eine neuseeländische Vereinigung von Wissenschaftlern aus allen Fachgebieten der Geowissenschaften. Sie steht aber für alle Neuseeländer offen, die sich für die Geowissenschaften interessieren.
Die Vereinigung ist im Jahr 2010 durch den Zusammenschluss der Geological Society of New Zealand und der New Zealand Geophysical Society, beide Mitglieder der Royal Society of New Zealand, entstanden. Mehr als 900 Mitglieder sind Stand 2014 in ihr organisiert. Die Vereinigung wird von einem nationalen Komitee verwaltet, ist in acht regionale Gruppen unterteilt und in einige Gruppen, die zu speziellen Themen gebildet wurden. Die Vereinigung hält jährlich Fachkonferenzen zu unterschiedlichen Themen an unterschiedlichen Orten in Neuseeland ab. Auf diesen Konferenzen werden jährlich besondere Auszeichnungen, wie u. a. der McKay Hammer Award, für außergewöhnliche Leistungen vergeben.

## Geschichte
Die Geological Society of New Zealand wurde am 14. Mai 1955 in Kaikoura von 36 neuseeländischen Wissenschaftler gegründet. Doch schon im Mai 1954 trafen sich einige Wissenschaftler in Auckland um eine Gründung auf den Weg zu bringen. Es war seinerzeit aber noch die Frage offen, ob die Vereinigung sich innerhalb der Royal Society of New Zealand bilden könne. Doch die Royal Society lehnte dies ab.
Die New Zealand Geophysical Society wurde dagegen erst 1980 gegründet und hatte zuletzt etwa 200 Mitglieder.